# Wiltshire (graafschap)
Wiltshire (vaak afgekort tot Wilts) is een ceremonieel graafschap in het zuidwesten van Engeland, met Trowbridge als administratief centrum. Het grenst aan de graafschappen Somerset in het westen, Dorset en Hampshire in het zuiden, Gloucestershire in het noorden en Oxfordshire en Berkshire in het oosten. Inclusief de unitary authority van Swindon omvat het graafschap 3.476 km². Het landschap van Wiltshire wordt gekenmerkt door open vlakten met krijtheuvels en brede valleien. De laagvlakte van de Salisbury Plains is beroemd vanwege het megalithisch monument Stonehenge.

## Etymologie
Het graafschap stond oorspronkelijk bekend als Wiltonshire, een verbastering van het 9e-eeuwse Wiltunscir. De naam is afgeleid van de voormalige naam van de stad Trowbridge, Wilton. Deze benaming was op haar beurt gebaseerd op de rivier de Wylye, een van de acht natuurlijke waterwegen die Wiltshire rijk is.

## Geschiedenis
Wiltshire kent vele archeologische overblijfselen die aan de komst van de Romeinen in 43 na Chr. voorafgaan. Samen met Hampshire werd het gebied toen nog bewoond door de Keltische stam van de Belgae. De eerste menselijke nederzettingen in de regio stammen uit de Steentijd, zoals Stonehenge en de steencirkel bij Avebury. Tegen de 7e eeuw lag Wiltshire op de westelijke grens van het Angelsaksische rijk, omdat de Somerset Levels en de Cranborne Chase een verdere opmars naar het westen verhinderden. Het graafschap werd in 878 veroverd door de Denen, en na de Normandische verovering van Engeland in 1066 kwam het in bezit van de Engelse kroon en de Katholieke Kerk.
Ten tijde van de volkstelling van 1086 was Wiltshire nog overwegend agrarisch. Het Domesday Book vermeldt 390 functionerende molens en wijngaarden bij Tollard en Lacock. In de daaropvolgende eeuwen draaide de graafschappelijke economie vooral op basis van de veeteelt, voornamelijk schapen. De Cisterciënzer kloosters van Kingswood en Stanley exporteerden al in de 13e en 14e eeuw wol naar Florence en Vlaanderen.
Het graafschap steunde tijdens de Engelse Burgeroorlog van de 17e eeuw het Britse parlement in hun strijd met koning Karel II. Op 13 juli 1643 werden de Parlementariërs door de Royalisten in Wiltshire verslagen bij Devizes na de Slag van Roundway Down.
Het in 1810 voltooide Kennet and Avon Canal doorkruist het graafschap en werd oorspronkelijk aangelegd om goederentransport te vereenvoudigen tussen de havenstad Bristol en de Engelse hoofdstad Londen. Deze functie raakte na de aanleg van de Great Western Railway in 1833 enigszins in verval.

## Geologie
Het graafschap is grotendeels landelijk, waarbij bijna zeventig procent van Wiltshire bestaat uit laagland met krijtheuvels. Dit landschap maakt deel uit van de Zuid-Engelse krijtformatie, die zich uitstrekt van Dorset tot aan Kent. Het grootste krijtplateau van Wiltshire is de Salisbury Plain, die door het Britse leger als oefenterrein wordt gebruikt. Op deze vlakte bevindt zich ook Milk Hill, met 295 meter het hoogste punt in het graafschap.
In het noordwesten, langs de grenzen met Gloucestershire en Somerset, bestaat de ondergrond vooral uit kalksteen. De Cotswolds, een Area of Outstanding Natural Beauty dat zich op een kalksteenplateau in Centraal-Engeland bevindt, ligt ook deels in Wiltshire. Tussen de krijt- en kalksteengebieden liggen brede kleivalleien, waarvan de Avon Vale de grootste is. De Lower Avon-rivier doorklieft Wiltshire van noord naar zuid. Het zuidoosten van het graafschap ligt op de zandgronden van het New Forest.

## Overheid
Wiltshire is een niet-stedelijk graafschap waarvan het bestuur toevalt aan de County Council. Het graafschap is opgedeeld in vier districten en de stad Swindon, die als unitaire autoriteit niet onder het graafschappelijk bestuur valt. Sinds 1 april 2009 zijn de vier districten opgeheven en vervangen door een tweede unitaire autoriteit.
Bij de verkiezingen van mei 2005 werden 28 Conservatieven, 16 liberaal-democraten, 3 sociaaldemocraten en 2 onafhankelijke graafschappelijke raadsleden verkozen. De Conservatieve Partij geniet de meeste steun in landelijke gebieden. De Liberal Democrats werden gekozen in een aantal steden, zoals Trowbridge, Chippenham en Bradford-on-Avon. De Labour Partij behaalde een meerderheid in Salisbury, Melksham en Devizes. In het Britse Lagerhuis wordt Wiltshire geheel vertegenwoordigd door de Conservatieven, met uitzondering van Swindon, waar een Labour-kandidaat gekozen werd.

## Overzicht districten
| Lokaal bestuurde gebieden en plaatsen | Lokaal bestuurde gebieden en plaatsen |
| Nr.                                   | Unitary                               |
| ------------------------------------- | ------------------------------------- |
| 1                                     | Wiltshire (unitary authority)         |
| 2                                     | Swindon (unitary authority)           |

| Detailkaart |
| ----------- |
|             |

| Lokaal bestuurde gebieden en plaatsen | Lokaal bestuurde gebieden en plaatsen |
| Nr.                                   | District/Unitary                      |
| ------------------------------------- | ------------------------------------- |
| 1                                     | Salisbury                             |
| 2                                     | West Wiltshire                        |
| 3                                     | Kennet                                |
| 4                                     | North Wiltshire                       |
| 5                                     | Swindon (unitary authority)           |

| Detailkaart |
| ----------- |
|             |